# Зелькявичюс, Беньяминас Викторович
Беньями́нас Ви́кторович Зелькя́вичюс (6 февраля 1944, Каунас, Литовская ССР, СССР) — советский футболист, полузащитник, советский и литовский тренер. Мастер спорта СССР. Заслуженный тренер СССР (1989). Заслуженный тренер Литовской ССР. Обладатель награды «За заслуги в литовском футболе» (2018).

## Карьера футболиста
В 1958 году начал заниматься футболом. Первая команда — каунасская «Банга». В 1963 году стал играть за клуб «Жальгирис» из Вильнюса. В 1968 году перешёл в донецкий «Шахтёр». В 1969 году вернулся в «Жальгирис». В 1973 году завершил карьеру футболиста. Всего за «Жальгирис» (1963—1967, 1969—1973) Беньяминас Зелькявичюс провёл 331 матч, забил 50 мячей.
В высшей лиге — 19 матчей, 3 гола.
Лучший футболист Литвы 1971, 1972.

## Карьера тренера
В 1977 году Зелькявичюс возглавил «Жальгирис». В том сезоне он вывел команду в первую лигу. В первой лиге «Жальгирис» дебютировал удачно — 7-е место. В 1982 году «Жальгирис» под руководством Зелькявичуса вышел в высшую лигу.
В начале 1983 игроки команды вступили в конфликт с Зелькявичюсом. Причина конфликта — распределение материальных благ после успешного сезона 1982. Как отмечал капитан команды Вацловас Юркус, Зелькявичюс после сезона получил квартиру и «Волгу», а команда — ничего.
В мае 1983 на посту главного тренера «Жальгириса» Беньяминаса Зелькявичюса сменил Альгимантас Любинскас.
Однако уже в конце сезона-1984 игроки-зачинщики конфликта предприняли усилия, чтобы Зелькявичюс вернулся в команду (Юркус и Римантас Турскис лично приезжали к тренеру объясниться и отвозили его на квартиру к Альгису Мацкявичюсу, где собирались остальные игроки. Команде требовался сильный тренер, и именно тот, кто создал «Жальгирис» начала 1980-х, был способен помочь обрести команде утраченные позиции (в 1984 году команда опустилась с 5-го на 9-е место).
В период после ухода из «Жальгириса» работал главным тренером в вильнюсской ШВСМ. В 1979 году также был главным тренером сборной Литовской ССР.
С апреля 1985 Зелькявичюс снова был главным тренером «Жальгириса». Однако наставник полностью не простил отдельным игрокам «бунта». Так, после проигранного домашнего матча против «Торпедо» (Кутаиси) со счетом 1:2 (27 апреля 1986), Зелькявичюс обвинил в продаже матча и отчислил из команды 3-х игроков: Вальдаса Каспаравичюса, Стасиса Данисявичюса и Турскиса. Постепенно вывел из основы и вратаря — Вацловаса Юркуса.
На посту главного тренера ведущего литовского клуба был до октября 1991. Под руководством Зелькявичюса «Жальгирис» стал бронзовым призёром чемпионата СССР 1987 года.
В 1987 году возглавил сборную СССР на Универсиаде-1987 в Загребе, где она единственный раз в истории завоевала золотые медали. Фактически под руководством Зелькявичюса на турнире под флагом СССР играл «Жальгирис» без нескольких основных футболистов, которые не имели права выступать на Универсиаде.
С ноября 1991 по сентябрь 1992 — тренер в «Аустрии» из Вены. В этом клубе на тот момент играли его бывшие подопечные — Иванаускас, Нарбековас. Также именно он посодействовал, чтобы в клубе появился третий легионер из Литвы — Робертас Фридрикас.
В 1992—1996 (по июнь) — главный тренер «Жальгириса». Президент «Жальгириса» (октябрь 1992 — июнь 1996).
Главный тренер сб. Литвы по футболу — 1990−91, 1995−97, 2000−2003.
В сезонах 1997 и 1999 — главный тренер клубов российской высшей лиги, соответственно, «КАМАЗа-Чаллы» и «Шинника». В обоих случаях команды покидали высший дивизион.
Перед сезоном-1998 был близок к тому, чтобы возглавить липецкий «Металлург», занявший в предыдущем году второе место в первом дивизионе, но в итоге отказался, и в том году входил в тренерский штаб команды высшего российского дивизиона «Ротор» Волгоград.
В 2002 и 2003 годах работал главным тренером калининградской «Балтики» (ранее, в 2000 году, был тренером-консультантом этой команды). Под его руководством команда вышла в первый дивизион и завершила сезон 2003 года на седьмом месте.
В 2004—2007 годах возглавлял «Металлург» Лиепая. Он сумел дважды с лиепайчанами завоевать серебряные медали и впервые в истории клуба привести его к золоту (2005 г.). Под руководством Зелькявичуса в 2006 году команда завоевала Кубок Латвии, в 2007 выиграла Балтийскую лигу.
С конца января по май 2009 года был главным тренером владивостокского клуба «Луч-Энергия», выступавшего в первом российском дивизионе.
С 2015 года — председатель тренерского совета при Федерации футбола Литвы. В 2019—2020 годах — тренер в ФШ «Атейтис» Вильнюс.
Почётный президент Литовской футбольной федерации с 2020 года.

### Статистика «Жальгириса»
Статистика выступлений «Жальгириса» под руководством Б. В. Зелькявичуса:

#### В чемпионатах СССР
| Сезон | Турнир                 | Место    | И  | В  | Н  | П  | М     | О       | Примечания                  |
| ----- | ---------------------- | -------- | -- | -- | -- | -- | ----- | ------- | --------------------------- |
| 1977  | Вторая лига (1-я зона) | 1 из 21  | 40 | 30 | 8  | 2  | 80−21 | 68      | Выход в первую лигу         |
| 1978  | Первая лига            | 7 из 20  | 38 | 11 | 19 | 8  | 38−37 | 41      |                             |
| 1979  | Первая лига            | 6 из 24  | 46 | 19 | 10 | 17 | 61-54 | 48      |                             |
| 1980  | Первая лига            | 18 из 24 | 46 | 15 | 14 | 17 | 50−39 | 42      |                             |
| 1981  | Первая лига            | 6 из 24  | 46 | 17 | 15 | 14 | 48−39 | 46      |                             |
| 1982  | Первая лига            | 1 из 22  | 43 | 24 | 10 | 9  | 66−34 | 58      | Выход в высшую лигу         |
| 1983  | Высшая лига            | 5 из 22  | 7  | 2  | 4  | 1  | 3−2   | 8       |                             |
|       |                        |          |    |    |    |    |       |         |                             |
| 1985  | Высшая лига            | 7 из 18  | 34 | 12 | 11 | 11 | 43−49 | 34 (-1) |                             |
| 1986  | Высшая лига            | 8 из 16  | 30 | 11 | 8  | 11 | 32−37 | 30      |                             |
| 1987  | Высшая лига            | из 16    | 30 | 14 | 8  | 8  | 43−29 | 36      | Выход в Кубок УЕФА 1988/99  |
| 1988  | Высшая лига            | 5 из 16  | 30 | 14 | 7  | 9  | 39−35 | 35      | Выход в Кубок УЕФА 1989/90  |
| 1989  | Высшая лига            | 4 из 16  | 30 | 14 | 8  | 8  | 39−29 | 36      | Попадание в зону Кубка УЕФА |

1. ↑  Беньяминас Зелькявичус в Чемпионате СССР 1983 возглавлял команду до мая. В столбце «Место» указано итоговое место, занятое «Жальгирисом» в чемпионате.

1. ↑  В связи с выходом из Чемпионата СССР литовских (и грузинских) команд
место «Жальгириса» в Кубке УЕФА досталось одесскому «Черноморцу».

#### В других турнирах (до 1991)
| Турнир                       | Период               | И  | В  | Н | П  | М      | О  | Примечания                                     |
| ---------------------------- | -------------------- | -- | -- | - | -- | ------ | -- | ---------------------------------------------- |
| Кубок УЕФА                   | 1988—1989            | 6  | 2  | 0 | 4  | 5−11   |    | Высшее достижение — второй раунд (1/16 финала) |
| Кубок СССР                   | 1977—1982, 1985—1989 | 41 | 14 | 7 | 20 | 55−65  |    | Высшее достижение — 1/2 финала                 |
| Кубок Федерации футбола СССР | 1986—1989            | 24 | 11 | 6 | 7  | 42−31  |    | Высшее достижение — 1/2 финала                 |
| Балтийская лига (1990)       | 1990                 | 32 | 27 | 4 | 1  | 104-11 | 58 | 1-е место                                      |

## Семья
Женат, двое взрослых детей: дочь (владелица салона красоты в Вильнюсе), сын Беньяминас (футболист, бизнесмен), четверо внуков.

## Награды
- Кавалер ордена Великого князя Литовского Гядиминаса (15 февраля 2024 года)[14].